# Jacques Lassalle
Jacques Louis Bernard Lassalle, född 6 juli 1936 i Clermont-Ferrand, död 2 januari 2018 i Paris, var en fransk teaterregissör, skådespelare och dramatiker.

## Biografi
Efter att ha studerat litteraturvetenskap vid Sorbonneuniversitetet i Paris utbildade Jacques Lassalle sig till skådespelare vid Conservatoire national supérieur d'art dramatique i samma stad. 1967 grundade han Studio-Théâtre de Vitry i Vitry-sur-Seine utanför Paris som han ledde till 1982. 1983-1990 var han chef för Théâtre national de Strasbourg och 1990-1993 Comédie-Française i Paris. Under Lassalles chefskap införlivades Théâtre du Vieux-Colombier 1993 med nationalscenen som en annexscen och invigdes med två mindre stycken av Nathalie Sarraute i Lassalles regi. Efter tiden vid Comédie-Française har han frilansat som regissör i Frankrike och utomlands, däribland i Buenos Aires samt upprepade gånger på Teatr Narodowy i Warszawa. Fyra gånger har han regisserat på Det norske teatret i Oslo: 1989 satte han upp Jean Racines Berenice, 1991 Molières Tartuffe, 1995 Anton Tjechovs Kirsebærhagen (Körsbärsträdgården) och 2009 Pierre de Marivauxs Kjærleiken overraskar igjen (La Seconde Surprise de l'amour), samma pjäs som han regidebuterade med 1967. 2001 regisserade han Jon Fosses Un jour en été (Ein sommars dag) på Théâtre de Vidy i Lausanne, en uppsättning som gästade Festspillene i Bergen. 2014 återvände han på nytt till Fosse och satte upp Matin et soir (Morgon og kveld) på Théâtre de la Tempête i Paris. Tio av Lassalles uppsättningar har varit inbjudna till Avignonfestivalen. 1969-1981 var han professor vid institutet för teaterstudier vid Université Sorbonne Nouvelle - Paris 3. 1998 tilldelades han Grand Prix national du théâtre. Han har även tilldelats Hederslegionen och Arts et Lettres-orden.